# Élections sénatoriales de 1903 dans le Finistère
Les élections sénatoriales dans le Finistère ont lieu le dimanche 4 janvier 1903. Elles ont pour but d'élire les sénateurs représentant le département au Sénat pour un mandat de neuf années.

## Contexte départemental
Lors des élections sénatoriales du 7 janvier 1894 dans le Finistère, cinq sénateurs ont été élus selon un mode de scrutin majoritaire.
Ces élections ont vu la victoire de la liste Républicaine, qui a remporté tous les sièges.
Les élus sont tous des Progressistes : Corentin Halléguen, Joseph Astor, Louis Delobeau, Alexis Savary et Pierre Drouillard.

## Sénateurs sortants
Pierre Drouillard (Prog.) est mort le 11 juillet 1895. Armand Rousseau (Prog.) est élu lors de la partielle du 6 octobre 1895.
Armand Rousseau (Prog.) est mort le 10 décembre 1896. Henri Ponthier de Chamaillard (Conserv.) est élu lors de la partielle du  14 mars 1897.
Corentin Halléguen (Prog.) est mort le 9 juillet 1899. Arsène Lambert (Prog.) est élu lors de la partielle du  28 janvier 1900.
Alexis Savary (Prog.) est mort le 15 octobre 1899. Louis Pichon (Prog.D) est élu lors de la partielle du  28 janvier 1900.
Arsène Lambert (Prog.) est mort le 10 janvier 1901. Jules de Cuverville (Lib.) est élu lors de la partielle du  31 mars 1901.
Joseph Astor (Prog.) est mort le 20 aout 1901. Adolphe Porquier (Prog.) est élu lors de la partielle du  17 novembre 1901.
| Sénateur | Sénateur                      | Parti  | Fonctions lors de l'élection en 1903                      |
| -------- | ----------------------------- | ------ | --------------------------------------------------------- |
|          | Louis Delobeau                | Prog.  | Conseiller général de Brest-1.                            |
|          | Adolphe Porquier              | Prog.  | Maire de Quimper.                                         |
|          | Jules de Cuverville           | Lib.   | Amiral retraité.                                          |
|          | Henri Ponthier de Chamaillard | Lib.   | Ancien maire de Trégunc. Bâtonnier de l'ordre des avocats |
|          | Louis Pichon                  | Prog.D | Ancien député, maire de Tréflez.                          |

## Listes candidates
Ces candidats sortants ont utilisé les bulletins de la liste républicaine, en collant leurs noms sur celui de Gustave Bonduelle et Henri Le Bolloch.
| N° | Candidats | Candidats                     | Parti | Principales fonctions                                     |
| -- | --------- | ----------------------------- | ----- | --------------------------------------------------------- |
| 01 |           | Jules de Cuverville           | Lib.  | Amiral retraité.                                          |
| 02 |           | Henri Ponthier de Chamaillard | Lib.  | Ancien maire de Trégunc. Bâtonnier de l'ordre des avocats |

| N° | Candidats | Candidats         | Parti  | Principales fonctions                                             |
| -- | --------- | ----------------- | ------ | ----------------------------------------------------------------- |
| 01 |           | Adolphe Porquier  | Prog.  | Sortant, maire de Quimper.                                        |
| 02 |           | Louis Delobeau    | Prog.  | Conseiller général de Brest-1.                                    |
| 03 |           | Louis Pichon      | Prog.D | Ancien député, maire de Tréflez.                                  |
| 04 |           | Gustave Bonduelle | Prog.  | Conseiller général de Concarneau, adjoint au maire de Concarneau. |
| 05 |           | Henri Le Bolloc'h | Prog.  | Maire de Morlaix.                                                 |

## Résultats
|                | Adolphe Porquier *              | Prog.          | 777   | 61,28 |  |  |  |  |
|                | Louis Delobeau *                | Prog.          | 706   | 55,68 |  |  |  |  |
|                | Louis Pichon *                  | Prog.D         | 644   | 50,79 |  |  |  |  |
|                | Gustave Bonduelle               | Prog.          | 528   | 41,64 |  |  |  |  |
|                | Henri Le Bolloc'h               | Prog.          | 523   | 41,25 |  |  |  |  |
|                |                                 |                |       |       |  |  |  |  |
|                | Jules de Cuverville *           | Lib.           | 735   | 57,97 |  |  |  |  |
|                | Henri Ponthier de Chamaillard * | Lib.           | 734   | 57,89 |  |  |  |  |
|                |                                 |                |       |       |  |  |  |  |
|                | Divers                          |                | 103   | 8,12  |  |  |  |  |
|                |                                 |                |       |       |  |  |  |  |
| Inscrits       | Inscrits                        | Inscrits       | 1 280 |       |  |  |  |  |
| Abstentions    | Abstentions                     | Abstentions    | 9     | 0,70  |  |  |  |  |
| Votants        | Votants                         | Votants        | 1 271 | 99,30 |  |  |  |  |
| Blancs et nuls | Blancs et nuls                  | Blancs et nuls | 3     | 0,24  |  |  |  |  |
| Exprimés       | Exprimés                        | Exprimés       | 1 268 | 99,76 |  |  |  |  |

### Sénateurs élus
| Sénateur | Sénateur                        | Parti  | Fonctions lors de l'élection en 1903                      |
| -------- | ------------------------------- | ------ | --------------------------------------------------------- |
|          | Adolphe Porquier *              | Prog.  | Sortant, maire de Quimper.                                |
|          | Jules de Cuverville *           | Lib.   | Amiral retraité.                                          |
|          | Henri Ponthier de Chamaillard * | Lib.   | Ancien maire de Trégunc. Bâtonnier de l'ordre des avocats |
|          | Louis Delobeau *                | Prog.  | Conseiller général de Brest-1.                            |
|          | Louis Pichon *                  | Prog.D | Ancien député, maire de Tréflez.                          |